# Aurskog-Høland
Aurskog-Høland er en kommune i landskabet Romerike i Akershus fylke i Norge. Den grænser til Nes i nord, Eidskog og Sverige  i øst, Marker, Eidsberg og Trøgstad i syd og Fet og Sørum i vest. Ved komunalreformen i Norge 2020 blev Rømskog lagt sammen med Aurskog-Høland.  Den var en del af  Viken fylke som blev etableret 1. januar 2020, men opløst fra 1. januar 2024.

## Historie
Både Aurskog og Høland var selvstendige, administrative enheder fra 1837. Aurskog blev delt i to 1. juli 1919 da Blaker blev skilt ud som egen kommune. Aurskog havde 3.102 indbyggere efter delingen.
Høland blev delt 1. januar 1905 da Setskog blev skilt ud som egen kommune. Høland havde 4.928 indbyggere efter delingen. 1. juli 1924 blev kommunen igen delt i to da Søndre og Nordre Høland blev etableret som selvstændige kommuner. Søndre Høland havde 2.106 indbyggere, Nordre Høland 3.188.
1. januar 1966 blev så den nuværende kommune dannet ved at Aurskog, Nordre Høland, Setskog og Søndre Høland kommuner blev slået sammen til Aurskog-Høland kommune. 
Folketallet i delkommunerne var som følger ved sammenslåingen:
- Aurskog: 3.129
- Nordre Høland: 4.261
- Setskog: 811
- Søndre Høland: 2.173